# Willa degli Hucpoldingi

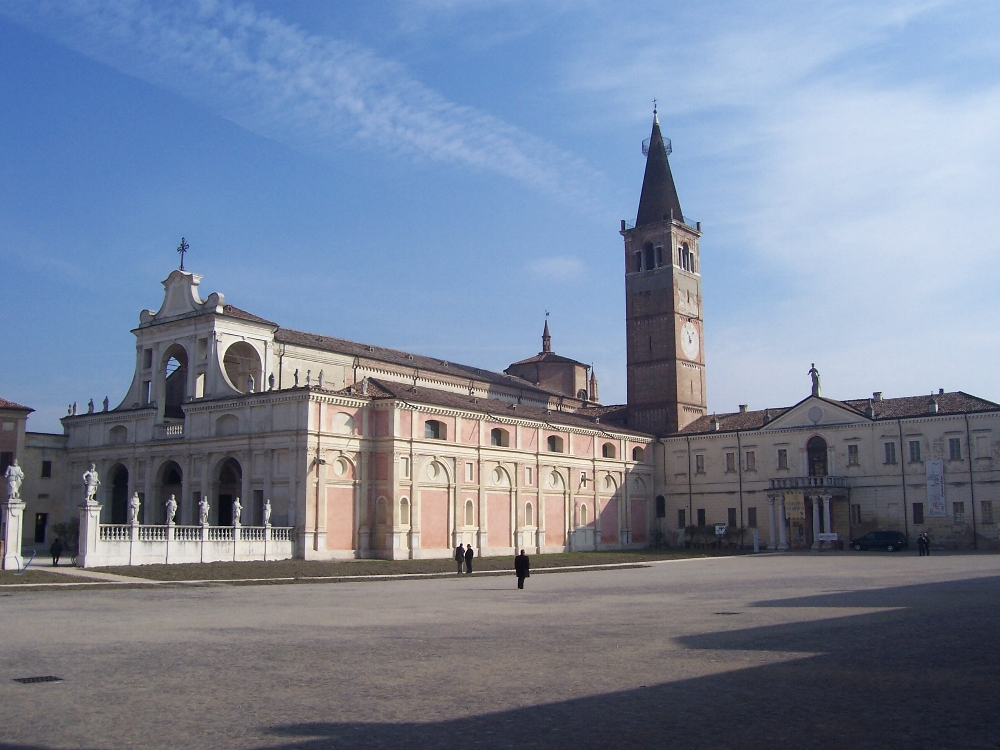
Abbazia di San Benedetto in Polirone

Willa (... – 1007) è stata una nobile italiana.

## Biografia
L'ascendenza di Willa non è certa ed è stata soggetta a diverse ipotesi. Secondo lo Europäische Stammtafeln potrebbe essere stata figlia di Tebaldo II di Spoleto, duca di Spoleto e marchese di Camerino, della dinastia degli Hucpoldingi, mentre secondo uno studio più recente sarebbe figlia del conte Adimaro, fratello di Tebaldo, e quindi nipote di quest'ultimo. Un'altra ipotesi la identifica infine come figlia di Uberto di Toscana e di sua moglie Willa, a sua volta figlia del duca Bonifacio II di Spoleto e quindi sorella di Tebaldo II. In ognuna delle ipotesi considerate, Willa discendeva comunque da Willa di Provenza, da cui mutuò il nome.
Sposò Tedaldo di Canossa, conte di Mantova. Grazie a tale matrimonio (di carattere ipergamico per i Canossa), il marito poté fregiarsi del titolo marchionale (pur senza un preciso ambito circoscrizionale). Tebaldo poté così consolidarsi in Emilia ed espandere la propria influenza in Romagna e verso il versante toscano, senza contare il prestigio acquisito nello sposare un membro degli Hucpoldingi, stirpe di origine carolingia che aveva espresso diversi duchi e marchesi; portava inoltre con sé anche il sangue Adalbertingio.
Willa morì nel 1007 e Tedaldo la ricordò nella fondazione dell'abbazia di San Benedetto in Polirone.

## Discendenza
Willa ebbe da Tebaldo quattro figli, ai quali vennero dati nomi tradizionali degli Hucpoldingi:
- Bonifacio (985-1052), che tramite il padre ricevette dal papa i possedimenti di Ferrara e si assicurò il suo intero patrimonio;
- Tedaldo (990-1036), che divenne vescovo di Arezzo nel 1023;
- Maria, moglie di Ugone d'Este;
- Corrado (?-1021), che divenne signore di Canossa.